# Gornja Radgona
 Gornja Radgona  est une commune située dans la région de la Basse-Styrie en Slovénie.

## Géographie
La localité de Gornja Radgona et la localité autrichienne de Bad Radkersburg étaient à l’origine une ville unique traversée par la rivière Mur. Cette ville a été divisée en 1919 lors du découpage de l’ancien Empire d’Autriche-Hongrie après la Première Guerre mondiale.

## Histoire
Au XIIe siècle et XIIe siècle, la localité a souffert de plusieurs attaques des Hongrois vu sa position défensive sur la Mur. Ensuite, au XVe siècle et XVIe siècle, l’armée ottomane a également attaqué la zone. Au début de XIIIe siècle, plusieurs révoltes de paysans eurent lieu.
En 1605 la rivière Mur déborda et causa de nombreux dommages. La zone fut également touchée à plusieurs reprises par des épidémies de peste comme en 1680. Le pont séparant les deux localités fut détruit en 1929 à cause du froid et ne fut reconstruit qu’en 1932. Un nouveau pont fut construit en 1968 et inauguré par les présidents Josip Broz Tito et Franz Jonas. En 1991, des combats survinrent dans la localité lors de la guerre d'indépendance de la Slovénie.

## Démographie
En 2007, la population de la commune est passée d’environ 12 000 habitants à environ 9 000 habitants. La population est ensuite restée assez stable sur la période 2008 - 2021.
Évolution démographique
| 1999   | 2000   | 2001   | 2002   | 2003   | 2004   | 2005   | 2006   | 2007  |      |
| ------ | ------ | ------ | ------ | ------ | ------ | ------ | ------ | ----- | ---- |
| 12 640 | 12 590 | 12 533 | 12 549 | 12 511 | 12 457 | 12 415 | 12 370 | 8 720 |      |
| 2008   | 2008   | 2009   | 2010   | 2011   | 2012   | 2013   | 2014   | 2015  | 2016 |
| 8 689  | 8 606  | 8 619  | 8 586  | 8 596  | 8 576  | 8 517  | 8 504  | 8 467 |      |
| 2017   | 2018   | 2019   | 2020   | 2021   |        |        |        |       |      |
| 8 447  | 8 403  | 8 392  | 8 417  | 8 474  |        |        |        |       |      |